# 鎌苅
鎌苅（かまがり）は、千葉県印西市の大字。郵便番号270-1613。

## 地理
北は角田、北西は荒野、萩原、東は舞姫、瀬戸、南東は鎌苅干拓、南は師戸干拓、師戸、南西は岩戸、西は大廻に隣接している。

## 歴史
江戸期は鎌苅村であり、下総国印旛郡のうち。元禄9年頃は佐倉藩領、旗本土屋氏ほか4氏の相給、「各村級分」では旗本杉原氏ほか5氏の相給、「旧高旧領」では佐倉藩領。村高は「元禄郷帳」270石余、「天保郷帳」「旧高旧領」ともに299石余。水戸街道我孫子宿の助郷村。元和4年瀬戸村との境の秣場入会いをめぐり、また享保3年には大廻村との境の橋谷津・寺下谷津の所有をめぐりそれぞれ争論となっている。享保12年山水帳では古山新山合わせて29町余。寛保4年宗門書抜帳では、家数68・人数273。安政5年頃の反別田23町余・畑8町余・新田畑10町余（石橋家文書）。神社は宗像神社、寺院は曹洞宗東祥寺、天台宗円照院、ほかに禅宗新願寺。明治6年千葉県に所属。同20年岩戸尋常小学校分校が開校。明治22年宗像村の大字となる。

### 年表
- 1873年（明治6年） - 千葉県に所属。
- 1889年（明治22年）4月1日 - 宗像村大字鎌苅になる。
  - 町村制施行し、岩戸村、師戸村、鎌刈村、大廻村、造谷村、吉田村が合併し印旛郡宗像村が発足。
- 1955年（昭和30年）3月10日 - 印旛村鎌苅となる。
  - 六合村・宗像村が合併し、印旛村が発足。
- 2010年（平成22年）3月23日 - 印西市鎌苅となる。
  - 印旛村・本埜村が印西市に編入。

## 世帯数と人口
2017年（平成29年）10月31日現在の世帯数と人口は以下の通りである。
| 大字 | 世帯数  | 人口  |
| ---- | ------- | ----- |
| 鎌苅 | 278世帯 | 425人 |

## 小・中学校の学区
市立小・中学校に通う場合、学区は以下の通りとなる。
| 番地 | 小学校                 | 中学校             |
| ---- | ---------------------- | ------------------ |
| 全域 | 印西市立いには野小学校 | 印西市立印旛中学校 |

## 施設
- 印西地区消防組合印旛消防署
- 日本医科大学看護専門学校
- 日本医科大学千葉北総病院
- 印西市商工会印旛支所
- 鎌苅地区構造改善センター
- 宗像神社
- 鷲宮神社
- 東祥禅寺
- 鎌苅不動堂

## 交通

### 道路
- 国道
  - 国道464号